# ألفا روميو 33
ألفا روميو 33 (بالإنجليزية: Alfa Romeo 33)‏هي سيارة عائلية صغيرة تم إنتاجها من قبل شركة ألفا روميو الإيطالية بين سنوات 1983 و 1995.